# Albireo (piroscafo 1919)
Lo SS Albireo è stato un piroscafo da carico olandese appartenente alla società "Van Nievelt, Goudriaan & Co's Steamship Company NV", e poi tedesco Hans Schmidt appartenente alla società Heinrich Schmidt GmbH di Flensburgo affondata per urto contro una mina il 24 gennaio 1943.

## Storia
Nel 1918 la società di trasporto marittimo NV Zuid-Hollandsche Scheepvaart Maatschappij ordinò al cantiere navale Scheepsbouw-Maatschappij 'Nieuwe Waterweg' N.V., di Schiedam la costruzione di una nave da carico che ricevette il nome di Zevenbergen. Impostata il 25 gennaio 1918, nel corso della costruzione la nave fu venduta ad armatori spagnoli venendo varata il 6 dicembre 1919 con il nome di Maria A. De Mumbru. Nel febbraio 1920 fu venduta alla compagnia di navigazione Van Nievelt, Goudriaan & Co's Steamship Company NV, di Rotterdam,  entrando in servizio il 24 dello stesso mese con il nome di Albireo. L'unità era lunga 116,76 m, larga 15,25 m e aveva un pescaggio di 8,85 m, mentre la stazza lorda era pari a 4.427 tonnellate. La propulsione era assicurata da una macchina a vapore a triplice espansione NV Shipbuilding Company 'Nieuwe Waterweg', Schiedam eroganti  una potenza di 1.600 ihp totali su 1 asse. Aveva scafo in acciaio, e due alberi per l'imbarco del carico merci. L'Albireo venne utilizzato per il trasporto di merci di vario tipo in tutto il mondo ma soprattutto verso il Sud America, l'Africa occidentale e le Canarie. 
Il 2 giugno 1939 il piroscafo fu venduto alla compagnia di navigazione tedesca Heinrich Schmidt GmbH di Flensburgo, che la rinominò Hans Schmidt.
Il 24 gennaio 1943, mentre viaggiava con un carico di bauxite da Pola a Venezia, poco dopo aver lasciato il porto di partenza, urtò una mina lanciata da un aereo, ed affondò con la perdita di 4 membri dell'equipaggio. Il relitto si trova alla profondità di 43 m nella posizione 44°57'03” N e 13°34'08” E, vicino alle Isole Brioni, a nord-ovest di Pola.